# Santiago Francia Lorenzo
Santiago Francia Lorenzo (Villasila de Valdavia, 15-01-1934 - † Palencia, 23-09-2014 ). Deán y archivero mayor de la Catedral de Palencia. Académico de la Institución Tello Téllez de Meneses desde el 26-05-1988. Doctor en Teología por la Universidad de Navarra, es autor de numerosos trabajos de investigación y de catalogación documental. Sobresalen, entre otras, Catálogo de las Actas Capitulares del siglo XV (Palencia, 1987), Aportación palentina a la gesta indiana (Palencia, 1992), Notas de archivo (Palencia, 1985-1991), así como publicaciones variadas en congresos y revistas especializadas.

## Obra

### Libros
- Francia Lorenzo, Santiago (2001). Delincuentes: el derecho de asilo en Palencia. Palencia: Cálamo. ISBN 84-95018-32-2.
- Francia Lorenzo, Santiago (1996). Apuntes para el estudio de la vida cotidiana en Palencia: cartas a los oficiales de la Audiencia Episcopal (1600-1650). Palencia: Diputación Provincial de Palencia. ISBN 84-8173-046-7.
- Francia Lorenzo, Santiago y Martínez Díez, Gonzalo (1994). De Itero de la Vega a San Nicolás del Real Camino: piedra y vida. Palencia: Diputación Provincial de Palencia. ISBN 84-8173-003-3.
- Francia Lorenzo, Santiago, Luzán González, Pilar y Muñoz Rodríguez, Areños (1992). Aportación palentina a la gesta indiana. Palencia: Diputación Provincial de Palencia. ISBN 84-86844-75-4.
- Francia Lorenzo, Santiago (1991). Por tierras palentinas: notas de archivo III. Palencia: Diputación Provincial de Palencia. ISBN 84-86844-57-6.
- Francia Lorenzo, Santiago (1985). Notas de archivo: (anecdotario para la pequeña historia de un pueblo). Palencia: Caja de Ahorros y Monte de Piedad de Palencia, Obra Cultural. ISBN 84-505-3718-5.
- Francia Lorenzo, Santiago (1989). Palencia en América. Palencia: Caja de Ahorros y Monte de Piedad de Palencia. ISBN 84-505-8849-9.